# Mallasandra, Magadi
Mallasandra là một làng thuộc tehsil Magadi, huyện Ramanagara, bang Karnataka, Ấn Độ.